# الاتحاد الإسلامي العالمي للمنظمات الطلابية والشبابية
منظمة الاتحاد الإسلامي الدولي للمنظمات الطلابية (IIFSO)، هي منظمة دولية للطلاب والشباب تضم ما يقارب 100 منظمة طلابية وشبابية في أكثر من 60 دولة. بدأت منظمة الاتحاد الإسلامي الدولي للمنظمات الطلابية كمبادرة طلابية في جامعة إبادان في نيجيريا عام 1966 وتأسست رسميًا في آخن في ألمانيا في عام 1969.

## دور المنظمة
تتمثل مهمة المنظمة في "خدمة وتطوير ودمج وتمثيل المنظمات الطلابية الإسلامية في جميع أنحاء العالم مع بناء الجسور مع الثقافات الأخرى من أجل المشاركة في بناء مستقبل أكثر إشراقًا للشباب المسلم".
تنشر المنظمة وتوزع كميات كبيرة من كتيبات الجيب لمواضيع عن الإسلام. نشرت المنظمة أكثر من 1000 كتاب بأكثر من 100 لغة لنشر القيم الإسلامية والإنسانية وتعزيز مشاركة الشباب، ونظمت مئات الدورات التدريبية لبناء القدرات للناشطين الشباب في كل مكان. شارك في العديد من المؤتمرات في مواضيع مثل حقوق الإنسان، الإسلاموفوبيا، حقوق المرأة، الإرهاب، التنمية الاجتماعية وغيرها.

## النشأة
- ولدت فكرة إنشاء اتحاد إسلامي عالمي للمنظمات الطلابية في اللقاء الذي دعت إليه جمعية الطلبة المسلمين في نيجيريا في يوليو عام 1966 (بجامعة إبادن). حضرت اللقاء الجمعيات الطلابية في كل من السودان، نيجيريا، سيراليون، غامبيا، غانا، غينيا. انبثقت عن اللقاء لجنة تحضيرية تعدّ لعقد مؤتمر عالمي طلابي.
- عقد الاجتماع في ديسمبر 1966 في السودان، وحضرته وفود من:
  - اتحاد الطلبة المسلمين في أوروبا،
  - واتحاد الطلبة المسلمين في أمريكا وكندا،
  - واتحاد طلاب جامعة أم درمان الإسلامية،
  - وجمعية الطلبة المسلمين في نيجيريا،
  - واتحاد عام الطلاب المسلمين التشاديين،
  - واتحاد عام الطلاب الأرتيريين.
- أسفر الاجتماع عن وضع مسودة الدستور.
- في موسم حج عام 1387-1388هـ الموافق شباط (فبراير) 1968م، تم عقد اجتماع ضم:
  - اتحاد الطلبة المسلمين في أمريكا وكندا،
  - واتحاد الطلبة المسلمين في أوروبا،
  - واتحاد الطلبة المسلمين بجامعة أم درمان الإسلامية،
  - واتحاد الطلبة المسلمين بالمملكة المتحدة وايرلندا.
- عقد المؤتمر التأسيسي للاتحاد في المركز الإسلامي في (آخن) في ألمانيا الغربية.[2]
- حضر المؤتمر ممثلو اتحادات الطلبة المسلمين في أوروبا، أمريكا وكندا، جامعة أم درمان الإسلامية (السودان)، باكستان، إندونيسيا، المغرب، إنكلترا، نيجيريا، منظمة الخريجين.
- وبعد مداولات ومناقشات أعلن المؤتمرون قيام الاتحاد الإسلامي العالمي للمنظمات الطلابية، وكان ذلك في 17/6/1969.
- ولقد كان لحضور بعض الشخصيات من أمثال الدكتور توفيق الشاوي والبروفسور خورشيد أحمد والأستاذ عبد الله العقيل، أثر واضح في النجاح الذي لاقاه المؤتمر

## المنظمات الأعضاء
تضم المنظمة عدة تجمعات طلابية من عدة دول:
أوروبا
1. منتدى المنظمات الطلابية والشباب المسلم في أوروبا (الفيمسو) FEMYSO
2. منظمة fosis
3. اتحاد الرائد

أسيا
1. حركة شباب من حزب العدالة والرفاهية (غيما عدالة )
2. الندوة العالمية للشباب الإسلامي
3. إسلامي جمعية طلبة
4. رابطة الطلاب المسلمين اللبنانية
5. منظمة الشباب الإسلامي (ابيم)
6. رابطة الطلاب المسلمين العراقية
7. جمعية اقرأ

إفريقيا
1. منظمة المستقبل لرعاية وتأهيل الشباب - السودان
2. جمعية الطلبة المسلمين في نيجيريا
3. منظمة التجديد الطلابي المغرب
4. الاتحاد العام للطلاب السودانيين
5. الاتحاد الوطني لطلبة المغرب
6. منظمة الخريجين السودانيه
7. الإتحاد العام الطلابي الحر -الجزائر

أمريكا
1. جمعية الطلبة المسلمين في الولايات المتحدة وكندا MSA

غرب إفريقيا
1. الاتحاد الوطني لطلبة موريتانيا UNEM

أستراليا
1. الاتحاد الإسلامي (الفامسي)

## الأمناء العامون
تولى منصب الأمين العام للمنظمة طلاب من عدة دول:
1. الدكتور أحمد توتونجي (1969-1973)
2. الدكتور هشام الطالب (1973-1977)
3. الدكتور عماد الدين عبد الرحيم (1977-1980)
4. الأستاذ مصطفى الطحان (1980-1984)
5. الدكتور سيد سعيد (1984-1988)
6. الدكتور مصطفى عثمان إسماعيل (1988-1992)
7. الدكتور سيد محمد عبد الله طاهر (1992-1998)
8. الدكتور عمر فاروق قرقماز (1998-2006)
9. الدكتور أبو بكر عبد الفتاح (2006-2010)
10. الدكتور أحمد عبد العاطي (2010-2014)
11. الدكتور خلاد سويد (2014-2019)
12. الدكتور أنس يلمان (2019-2023)
13. الدكتور مصطفى فيصل بارفيز (2023- )[5]

## وصلات خارجية
- الموقع علي الويب http://www.iifso.com
- الاتحاد الإسلامي العالمي للمنظمات الطلابية - الأستاذ مصطفى الطحان - الشبكة الدعوية